# 88 a.C.
L'88 a.C. (LXXXVIII a.C. in numeri romani) è un anno  del I secolo a.C.

## Eventi
- Guerra sociale: dopo tre anni di lotte, Roma è costretta a estendere la cittadinanza romana a tutti gli Italici.
- Guerre mitridatiche:
  - In seguito ad un eccidio di cittadini romani nel Ponto, Roma decide di intervenire militarmente.
  - Il Senato affida a Lucio Cornelio Silla, console con Quinto Pompeo Rufo, il comando della spedizione militare nel Ponto.

## Nati
- Gaio Claudio Marcello, politico romano († 40 a.C.)

## Morti
- Demetrio III, sovrano
- Gneo Domizio Enobarbo, giurista e politico romano
- Quinto Mucio Scevola, politico romano (n. 159 a.C.)
- Quinto Poppedio Silone, condottiero
- Publio Sulpicio Rufo, politico romano (n. 121 a.C.)
- Tolomeo X, sovrano egizio